# Kristin Skaslien
Kristin Moen Skaslien (Trondheim, 18 de enero de 1986) es una deportista noruega que compite en curling. Su esposo, Magnus Nedregotten, compite en el mismo deporte.
Participó en dos Juegos Olímpicos de Invierno, obteniendo dos medallas, plata en Pekín 2022 y bronce en Pyeongchang 2018, ambas en la prueba de mixto doble.
Ganó una medalla de plata en el Campeonato Mundial de Curling Femenino de 2023, tress medallas en el Campeonato Mundial de Curling Mixto Doble entre los años 2015 y 2024, y una medalla de bronce en el Campeonato Europeo de Curling Femenino de 2023.
Fue la abanderada de Noruega en la ceremonia de apertura de los Juegos de Pekín 2022, junto con el esquiador Kjetil Jansrud.

## Palmarés internacional
| Juegos Olímpicos               | Juegos Olímpicos            | Juegos Olímpicos  | Juegos Olímpicos |
| Año                            | Lugar                       | Medalla           | Prueba           |
| ------------------------------ | --------------------------- | ----------------- | ---------------- |
| 2018                           | Pyeongchang (Corea del Sur) | Medalla de bronce | Mixto doble      |
| 2022                           | Pekín (China)               | Medalla de plata  | Mixto doble      |
| Campeonato Mundial             |                             |                   |                  |
| Año                            | Lugar                       | Medalla           | Prueba           |
| 2023                           | Sandviken (Suecia)          | Medalla de plata  | Equipo           |
| Campeonato Mundial Mixto Doble |                             |                   |                  |
| Año                            | Lugar                       | Medalla           | Prueba           |
| 2015                           | Sochi (Rusia)               | Medalla de bronce | Mixto doble      |
| 2021                           | Aberdeen (Reino Unido)      | Medalla de plata  | Mixto doble      |
| 2024                           | Östersund (Suecia)          | Medalla de bronce | Mixto doble      |
| Campeonato Europeo             |                             |                   |                  |
| Año                            | Lugar                       | Medalla           | Prueba           |
| 2023                           | Aberdeen (Reino Unido)      | Medalla de bronce | Equipo           |